# PETIT IDOLM@STER Twelve Seasons!
'PETIT IDOLM@STER Twelve Seasons!' (프티 아이돌마스터 트웰브 시즌즈)는 2013년 1월 9일부터 프런티어 워크스 (발매원)·미디어 팩토리 (판매원)에서 발매되고 있는, Web 애니메이션 '프티마스! -PETIT IDOLM@STER-'의 캐릭터 송 시리즈. 모두 12매.

## 개요
애니메이션 '프티마스! - 프티·아이돌마스터-'의 캐릭터 송 시리즈.
CM송을 테마로 한 솔로 신곡과 그 가라오케 버전, 애니메이션의 테마곡 '라♪라♪라♪원더랜드', 각각이 담당한 달교체 ED곡의 솔로 믹스, 프티돌·코토리·프로듀서를 섞은 드라마 파트 '아침의 연속 프티 드라마'(NHK 연속 TV 소설의 패러디)가 수록되고 있다.
CD의 넘버링은, 기본적으로는 각각의 탄생월이 되어 있다. 다만, 이오리는 아미·마미와 같은 5월이므로, 대상이 없는 9월에 돌고 있다.
쟈켓 일러스트는 타마도 사오. 가사 카드의 뒤편이 2013년의 매월의 캘린더가 되어 있어, 탁상 캘린더로도 사용 가능하게 되어 있다.
각 CD의 솔로 신곡의 타이틀의 머리 한 글자를 연결하면 '프티마스 잘 부탁합니다 (ぷちますどうぞよろしくね)'가 된다.
이 CD시리즈용의 신곡은굵은 글씨로 표기한다.

## vol.1
2013년 1월 9일 발매. 테마는 '스키'.
수록곡
1. Princess Snow White
가: 시죠 타카네(하라 유미)
작사: yura, 작곡·편곡: 야마구치 아키라언
2. 아침의 연속프티드라마 모두 팽이-시루-타카네와 타카냐 편—
3. 라♪라♪라♪원더랜드
가: 시죠 타카네(하라 유미)
작사·작곡: 이이지마켄, 편곡: 이이지마켄·무라야마 Sibelius들언
4. Maybe TOMORROW
가: 시죠 타카네(하라 유미)
작사·작곡: 이이지마켄, 편곡: 이이지마켄·무라야마 Sibelius들언
5. Princess Snow White (off vocal)

## vol.2
2013년 1월 9일 발매. 테마는 '발렌타인 초콜렛'.
수록곡
1. choco fondue
가: 키사라기 치하야(이마이 아사미)
작사: yura, 작곡: 야마자키 히로코, 편곡: 후쿠토미 마사유키
2. 아침의 연속프티드라마 모두 팽이-시루-치하야와 치햐 편—
3. 라♪라♪라♪원더랜드
가: 키사라기 치하야(이마이 아사미)
작사·작곡: 이이지마켄, 편곡: 이이지마켄·무라야마 Sibelius들언
4. TODAY with ME
가: 키사라기 치하야(이마이 아사미)
작사·작곡: 이이지마켄, 편곡: 이이지마켄·무라야마 Sibelius들언
5. choco fondue (off vocal)

## vol.3
2013년 1월 30일 발매. 테마는 '졸업 여행'.
수록곡
1. 마호로바
가: 타카츠키 야요이(니고 마야코)
작사: yura, 작곡: Tomokazu Miura/Gin Kitagawa, 편곡: Tomokazu Miura
2. 아침의 연속프티드라마 모두 팽이-시루-야요이와 야요 편—
3. 라♪라♪라♪원더랜드
가: 타카츠키 야요이(니고 마야코)
작사·작곡: 이이지마켄, 편곡: 이이지마켄·무라야마 Sibelius들언
4. Maybe TOMORROW
가: 타카츠키 야요이(니고 마야코)
작사·작곡: 이이지마켄, 편곡: 이이지마켄·무라야마 Sibelius들언
5. 마호로바(off vocal)

## vol.4
2013년 1월 30일 발매. 테마는 '봄의 신생활'.
수록곡
1. SWITCH ON
가: 아마미 하루카(나카무라 에리코)
작사: yura, 작곡: el, 편곡:  manzo
2. 아침의 연속프티드라마 모두 팽이-시루-하루카와 하루카 씨 편—
3. 라♪라♪라♪원더랜드
가: 아마미 하루카(나카무라 에리코)
작사·작곡: 이이지마켄, 편곡: 이이지마켄·무라야마 Sibelius들언
4. 고·마·워·YESTERDAYS
가: 아마미 하루카(나카무라 에리코)
작사·작곡: 이이지마켄, 편곡: 하마다 피에르 유우수케
5. SWITCH ON (off vocal)

## vol.5
2013년 2월 6일 발매. 테마는 '유원지'.
수록곡
1. 움찔♥러브 어트랙션
가: 후타미 아미/마미(시모다 아사미)
작사: yura, 작곡·편곡: 야마구치 아키라언
2. 아침의 연속프티드라마 모두 팽이-시루-아미·마미와 코아미·코마미 편-
3. 라♪라♪라♪원더랜드
가: 후타미 아미/마미(시모다 아사미)
작사·작곡: 이이지마켄, 편곡: 이이지마켄·무라야마 Sibelius들언
4. TODAY with ME
가: 후타미 아미/마미(시모다 아사미)
작사·작곡: 이이지마켄, 편곡: 이이지마켄·무라야마 Sibelius들언
5. 움찔♥러브 어트랙션(off vocal)

## vol.6
2013년 2월 6일 발매. 테마는 '결혼식장'.
수록곡
1. WEDDING BELL
가: 아키즈키 리츠코(와카바야시 나오미)
작사: yura, 작곡·편곡: 카와다류하
2. 아침의 연속프티드라마 모두 팽이-시루-리츠코와 칫쨩 편—
3. 라♪라♪라♪원더랜드
가: 아키즈키 리츠코(와카바야시 나오미)
작사·작곡: 이이지마켄, 편곡: 이이지마켄·무라야마 Sibelius들언
4. 고·마·워·YESTERDAYS
가: 아키즈키 리츠코(와카바야시 나오미)
작사·작곡: 이이지마켄, 편곡: 하마다 피에르 유우수케
5. WEDDING BELL (off vocal)

## vol.7
2013년 2월 27일 발매. 테마는 '스포츠 드링크'.
수록곡
1. zone of fortune
가: 미우라 아즈사(타카하시 치아키)
작사: yura, 작곡·편곡: eda
2. 아침의 연속프티드라마 모두 팽이-시루-아즈사와 미우라씨 편—
3. 라♪라♪라♪원더랜드
가: 미우라 아즈사(타카하시 치아키)
작사·작곡: 이이지마켄, 편곡: 이이지마켄·무라야마 Sibelius들언
4. Maybe TOMORROW
가: 미우라 아즈사(타카하시 치아키)
작사·작곡: 이이지마켄, 편곡: 이이지마켄·무라야마 Sibelius들언
5. zone of fortune (off vocal)

## vol.8
2013년 2월 27일 발매. 테마는 '스포츠 용품'.
수록곡
1. 요이돈!! 
가: 키쿠치 마코토(히라타 히로미)
작사: yura, 작곡: 야마다 토모카즈, 편곡: 후쿠토미 마사유키
2. 아침의 연속프티드라마 모두 팽이-시루-마코토와 마코치 편—
3. 라♪라♪라♪원더랜드
가: 키쿠치 마코토(히라타 히로미)
작사·작곡: 이이지마켄, 편곡: 이이지마켄·무라야마 Sibelius들언
4. 고·마·워·YESTERDAYS
가: 키쿠치 마코토(히라타 히로미)
작사·작곡: 이이지마켄, 편곡: 하마다 피에르 유우수케
5. 요이돈!! (off vocal)

## vol.9
2013년 3월 6일 발매. 테마는 '화장품'.
수록곡
1. 로열 스트레이트 플래시
가: 미나세 이오리(쿠기미야 리에)
작사: yura, 작곡·편곡: R·O·N
2. 아침의 연속프티드라마 모두 팽이-시루-이오리와 이오 편—
3. 라♪라♪라♪원더랜드
가: 미나세 이오리(쿠기미야 리에)
작사·작곡: 이이지마켄, 편곡: 이이지마켄·무라야마 Sibelius들언
4. Maybe TOMORROW
가: 미나세 이오리(쿠기미야 리에)
작사·작곡: 이이지마켄, 편곡: 이이지마켄·무라야마 Sibelius들언
5. 로열 스트레이트 플래시(off vocal)

## vol.10
2013년 3월 6일 발매. 테마는 '스튜'.
수록곡
1. 행복의 레시피
가: 가나하 히비키(누마쿠라 마나미)
작사: yura, 작곡: T-Tipsy, 편곡: 야마구치 토시키
2. 아침의 연속프티드라마 모두 팽이-시루-히비키와 치비키 편—
3. 라♪라♪라♪원더랜드
가: 가나하 히비키(누마쿠라 마나미)
작사·작곡: 이이지마켄, 편곡: 이이지마켄·무라야마 Sibelius들언
4. TODAY with ME
가: 가나하 히비키(누마쿠라 마나미)
작사·작곡: 이이지마켄, 편곡: 이이지마켄·무라야마 Sibelius들언
5. 행복의 레시피(off vocal)

## vol.11
2013년 3월 27일 발매. 테마는 '양복'.
수록곡
1. Closet Fashion Lover
가: 호시이 미키(하세가와 아키코)
작사: yura, 작곡: 야마자키 히로코, 편곡: 후쿠토미 마사유키
2. 아침의 연속프티드라마 모두 팽이-시루-미키와 아후 편—
3. 라♪라♪라♪원더랜드
가: 호시이 미키(하세가와 아키코)
작사·작곡: 이이지마켄, 편곡: 이이지마켄·무라야마 Sibelius들언
4. 고·마·워·YESTERDAYS
가: 호시이 미키(하세가와 아키코)
작사·작곡: 이이지마켄, 편곡: 하마다 피에르 유우수케
5. Closet Fashion Lover (off vocal)

## vol.12
2013년 3월 27일 발매. 테마는 '크리스마스'.
수록곡
1. 소원 하나
가: 하기와라 유키호(아사쿠라 아즈미)
작사: yura, 작곡·편곡: 야마구치 아키라언
2. 아침의 연속프티드라마 모두 팽이-시루-유키호와 유키포 편—
3. 라♪라♪라♪원더랜드
가: 하기와라 유키호(아사쿠라 아즈미)
작사·작곡: 이이지마켄, 편곡: 이이지마켄·무라야마 Sibelius들언
4. TODAY with ME
가: 하기와라 유키호(아사쿠라 아즈미)
작사·작곡: 이이지마켄, 편곡: 이이지마켄·무라야마 Sibelius들언
5. 소원 하나(off vocal)